# Please Forgive Me
"Please Forgive Me" é uma canção escrita por Bryan Adams e Robert Lange, gravada por Bryan Adams.
É o primeiro e único single da compilação So Far So Good.

## Créditos
- Bryan Adams - Vocais, composição
- Shane Fontayne - Guitarra
- Keith Scott - Guitarra
- James "Hutch" Hutchinson - Baixo elétrico
- David Paich - Teclados
- Robbie Buchanan - Teclados
- Mickey Curry - Baterias
- Mutt Lange - Produção.

## Desempenho nas Paradas Musicais
| Parada Musical (1993–1994)                    | Desempenho |
| --------------------------------------------- | ---------- |
| Austrália (ARIA)                              | 1          |
| Áustria (Ö3 Austria Top 75)                   | 2          |
| Bélgica (Ultratop 50 de Flandres)             | 1          |
| Canada Top Singles (RPM)                      | 1          |
| Canada Adult Contemporary (RPM)               | 3          |
| Denmark (IFPI)                                | 2          |
| Europe (Eurochart Hot 100)                    | 2          |
| França (SNEP)                                 | 1          |
| Finland (Suomen virallinen lista)             | 2          |
| Alemanha (Offizielle Deutsche Charts)         | 3          |
| Iceland (Íslenski Listinn Topp 40)            | 2          |
| Irlanda (IRMA)                                | 1          |
| Italy (Musica e dischi)                       | 3          |
| Países Baixos (Dutch Top 40)                  | 3          |
| Países Baixos (Single Top 100)                | 3          |
| Nova Zelândia (Recorded Music NZ)             | 7          |
| Noruega (VG-lista)                            | 1          |
| Portugal (AFP)                                | 1          |
| Suécia (Sverigetopplistan)                    | 2          |
| Suíça (Schweizer Hitparade)                   | 2          |
| Reino Unido (UK Singles Chart)                | 2          |
| Estados Unidos (Billboard Hot 100)            | 7          |
| Estados Unidos (Billboard Adult Contemporary) | 2          |
| Estados Unidos (Billboard Mainstream Top 40)  | 2          |
| Estados Unidos (Billboard Rhythmic)           | 39         |

| Parada Musical (1993)                | Desempenho |
| ------------------------------------ | ---------- |
| Australia (ARIA)                     | 10         |
| Belgium (Ultratop 50 Flanders)       | 74         |
| Canada Top Singles (RPM)             | 37         |
| Canada Adult Contemporary (RPM)      | 68         |
| Europe (Eurochart Hot 100)           | 35         |
| Germany (Official German Charts)     | 94         |
| Netherlands (Dutch Top 40)           | 61         |
| Netherlands (Single Top 100)         | 90         |
| UK Singles (Official Charts Company) | 15         |

| Parada Musical (1994)             | Desempenho |
| --------------------------------- | ---------- |
| Australia (ARIA)                  | 8          |
| Austria (Ö3 Austria Top 40)       | 23         |
| Belgium (Ultratop 50 Flanders)    | 32         |
| Canada Top Singles (RPM)          | 11         |
| Canada Adult Contemporary (RPM)   | 22         |
| Europe (Eurochart Hot 100)        | 13         |
| France (SNEP)                     | 40         |
| Germany (Official German Charts)  | 47         |
| Netherlands (Dutch Top 40)        | 70         |
| Netherlands (Single Top 100)      | 99         |
| Sweden (Sverigetopplistan)        | 61         |
| Switzerland (Schweizer Hitparade) | 35         |
| US Billboard Hot 100              | 27         |